# Novokrasnivka, Antrațît
Novokrasnivka (în ucraineană Новокраснівка) este un sat în comuna Bobrîkove din raionul Antrațît, regiunea Luhansk, Ucraina.

## Demografie
Componența lingvistică a localității Novokrasnivka
     Ucraineană (86,81%)
     Rusă (13,19%)
Conform recensământului din 2001, majoritatea populației localității Novokrasnivka era vorbitoare de ucraineană (86,81%), existând în minoritate și vorbitori de rusă (13,19%).